# Knotenweite
Als Knotenweite wird allgemein der lichte Innendurchmesser eines Knotens bezeichnet. Die Knotenweite hat insbesondere bei Kletterseilen eine Bedeutung als Maß für die Knotbarkeit und, allgemeiner gesprochen, für die Flexibilität bzw. Steifigkeit eines Seils.
Zu Prüf- und Vergleichszwecken wird bei Kletterseilen speziell die Knotenweite des Überhandknotens bei einer definierten Belastung gemessen. Die Messung erfolgt für dynamische Seile gemäß Europäischer Norm EN 892 nach einer einminütigen Belastung des Knotens bzw. Seils mit 10 daN (ca. 10 kg) und nachfolgender Entlastung auf 1 daN.  Angegeben als Vielfaches des Seildurchmessers, erhält man aus der Knotenweite einen Faktor, der ein Maß für die relative Steifigkeit eines Kletterseils darstellt. In Produktinformationen zu Kletterseilen wird in der Regel dieser Faktor kurz als „Knotenweite“ (auch „Knotbarkeit“ oder „Knotbarkeitsfaktor“) angegeben:
- je höher der Wert, desto höher die Steifigkeit und desto schlechter die Knotbarkeit
- je geringer der Wert, desto höher die Flexibilität und desto besser die Knotbarkeit.

Für dynamische Kletterseile fordert die Norm EN 892 eine Knotenweite von 1,1 oder kleiner. Solche Seile mit niedriger Knotenweite im Verhältnis zum Seildurchmesser eignen sich für häufiges Knüpfen von Knoten. Ihre Flexibilität erleichtert bei Kletterseilen das Passieren des Seils durch Sicherungs- bzw. Abseilgeräte sowie durch Zwischensicherungen beim Vorsteigen.
Für statische Kletterseile fordert die Norm EN 1891 eine Knotenweite von 1,2 oder kleiner. Statische Seile sind auf eine geringere Gebrauchsdehnung hin entworfen und daher konstruktionsbedingt steifer. Sie werden bevorzugt zum Aufstieg am fixierten Seil in Kombination mit Steigklemmen verwendet und zum Abseilen mit halbautomatischen Sicherungs- bzw. speziellen Abseilgeräten kombiniert.